# 1930 في المملكة المتحدة
فيما يلي قوائم الأحداث التي وقعت خلال عام 1930 في المملكة المتحدة.

## سياسة

### انتهاء فترة المنصب
- 5 يونيو – سيدني ويب Secretary of State for Dominion Affairs [الإنجليزية]‏.

## رياضة
- 1 يناير – بطولة ويمبلدون 1930

## ظهور
- 1 يناير – جريمة في القرية رواية من تأليف أجاثا كريستي.

## كتب
من الكتب التي صدرت هذه السنة في المملكة المتحدة:
- 1 يناير – السيد كوين الغامض من تأليف أجاثا كريستي.
- 1 يناير – خبز العملاق من تأليف أجاثا كريستي.
- 1 يناير – مبادئ ميكانيكا الكم من تأليف بول ديراك.
- 1 أكتوبر – جريمة في القرية من تأليف أجاثا كريستي.

## مواليد

### يناير
- 1 يناير – ديانا مارغريت نابر عالمة نبات من المملكة المتحدة.
- 1 يناير – ريتشارد لين
- 1 يناير – ليه جونز لاعب كرة قدم ويلزي.
- 29 يناير – جون جونكين

### فبراير
- 2 فبراير – جو لوسي ملاكم من المملكة المتحدة.
- 13 فبراير – رونالد ستريتون درّاج طريق من المملكة المتحدة.
- 17 فبراير – روث رندل كاتبة بريطانية.

### مارس
- 17 مارس – آلان وليامز

### أبريل
- 6 أبريل – ديف سيكستون لاعب ومدرب كرة قدم إنجليزي.
- 17 أبريل – هنري لينكولن كاتب بريطاني.
- 20 أبريل – جورج روبرتسون لاعب كرة قدم بريطاني.
- 20 أبريل – ستيوارت لويس إيفانز
- 21 أبريل – جاك تايلور

### مايو
- 7 مايو – باتريك سيل

### يونيو
- 1 يونيو – إدوارد وودوارد ممثل إنجليزي.
- 6 يونيو – سونيل دوت
- 12 يونيو – إينيس أيرلاند
- 25 يونيو – جورج توماس

### يوليو
- 3 يوليو – توم ويلسون لاعب كرة قدم من المملكة المتحدة.
- 9 يوليو – ستيوارت وليامز لاعب كرة قدم ويلزي.
- 22 يوليو – جيريمي لويد
- 25 يوليو – آني روس

### أغسطس
- 10 أغسطس – ديريك سوليفان لاعب كرة قدم ويلزي.
- 17 أغسطس – تيد هيوز
- 21 أغسطس – مارجريت كونتيسة سنودون
- 25 أغسطس – شون كونري

### سبتمبر
- 17 سبتمبر – إدجار ميتشيل رائد فضاء أمريكي.
- 21 سبتمبر – بوب ستوكو لاعب ومدرب كرة قدم إنجليزي.

### أكتوبر
- 10 أكتوبر – هارولد بنتر
- 14 أكتوبر – مايك ريان لاعب كرة قدم من المملكة المتحدة.
- 16 أكتوبر – جون بولكينغهورن
- 26 أكتوبر – جون أردن
- 28 أكتوبر – بيرني إكليستون
- 28 أكتوبر – فيليب سافيل كاتب سيناريو بريطاني.

### نوفمبر
- 3 نوفمبر – بريان روبنسون درّاج طريق من المملكة المتحدة.
- 5 نوفمبر – فرانك ادامز رياضياتي بريطاني.
- 6 نوفمبر – إد ميرفي لاعب كرة قدم من الولايات المتحدة الأمريكية.
- 20 نوفمبر – كينيث فرامبتون
- 22 نوفمبر – بيتر هال

### ديسمبر
- 4 ديسمبر – روني كوربيت
- 16 ديسمبر – رونالد ألين ممثل إنجليزي.
- 30 ديسمبر – راي وليامز لاعب كرة قدم بريطاني.
- 30 ديسمبر – روي يورك كالن طبيب من المملكة المتحدة.

### غير معروف
- عبد القادر الصوفي، ممثل إنجليزي سابق وكاتب وعالم دين اسكتلندي.

## وفيات

### يناير
- 1 يناير – جورج ووكر (مواليد 1877) لاعب كرة قدم من المملكة المتحدة.
- 19 يناير – فرانك رامزي (مواليد 1903)
- 27 يناير – ليونارد ميريديث (مواليد 1882) درّاج طريق من المملكة المتحدة.

### فبراير
- 27 فبراير - جوزيف رايت، لغوي من المملكة المتحدة.

### مارس
- 2 مارس – ديفيد هربرت لورانس (مواليد 1885)
- 19 مارس – آرثر جيمس بلفور (مواليد 1848)
- 23 مارس – أوغسطين هنري (مواليد 1857)

### أبريل
- 19 أبريل – إرنست لويس (مواليد 1867) لاعب كرة مضرب بريطاني.

### يونيو
- 9 يونيو – توماس أرنولد (مواليد 1864) مؤرخ من المملكة المتحدة.

### يوليو
- 7 يوليو – آرثر كونان دويل (مواليد 1859)
- 25 يوليو – ألبرت كانيه (مواليد 1878) لاعب كرة مضرب فرنسي.

### أغسطس
- 28 أغسطس – بوبي ووكر (مواليد 1879) لاعب كرة قدم اسكتلندي.

### نوفمبر
- 6 نوفمبر – إيفلين كولير (مواليد 1902) لاعبة كرة مضرب بريطانية.
- 12 نوفمبر – بيلهام الدريتش (مواليد 1844) مستكشف من المملكة المتحدة.

### ديسمبر
- 9 ديسمبر – لورا مونتز ليال (مواليد 1860) رسامة كندية.
- 19 ديسمبر – جوني دوغلاس (مواليد 1882)